# Aldeia Viçosa
Aldeia Viçosa es una freguesia portuguesa del concelho de Guarda, con 7,55 km² de superficie y 411 habitantes (2001). Su densidad de población es de 54,4 hab/km².